# Charlotte Van den Broeck
Charlotte Van den Broeck (geboren 29. Juni 1991 in Turnhout) ist eine belgische Dichterin und Redakteurin.

## Leben
Van den Broeck studierte Literatur- und Sprachwissenschaft, Englisch und Deutsch an der Universität Gent und  absolvierte eine Ausbildung im Fach Wortkunst (woordkunst) am Koninklijk Conservatorium Antwerpen. 
2012 und 2013 stand sie in der Top 100 des nationalen Gedichtewettbewerbs. (Turing Nationale Gedichtenwedstrijd). Ein Jahr später, 2014, veröffentlichte sie einige Gedichte in den Zeitschriften Het Liegend Konijn, De Revisor und Deus ex Machina, worauf 2015 ihr Erstlingswerk Kameleon (deutsch: Chamäleon) erschien. 
Kameleon wurde eines der besten Lyrikdebüts des Jahres. 2016 gewann sie damit den Herman-de-Coninck-Preis. 2019 wurde sie für Nachtroer mit dem Paul-Snoek-Poesiepreis ausgezeichnet.
Van den Broeck bringt ihre Gedichte auch auf die Bühne (Poetry Slam). 2013 schaffte sie es ins Finale von DichtSlamRap. Sie ist Redakteurin der literarischen Zeitschrift DW B.  
Als Ehrengast eröffnete Van den Broeck zusammen mit Arnon Grunberg die Frankfurter Buchmesse 2016.

## Werke
- 2015: Kameleon. Amsterdam : De Arbeiderspers, ISBN 978-90-295-3843-5
- 2017: Nachtroer. Amsterdam : De Arbeiderspers, ISBN 978-90-295-1021-9
- 2019: Waagstukken. Amsterdam : De Arbeiderspers, ISBN 978-90-295-3966-1
  - Wagnisse. 13 tragische Bauwerke und ihre Schöpfer. Übersetzt von Christiane Burkhardt, Rowohlt, Hamburg 2021, ISBN 978-3-498-00215-2.